# Cantone di Loches
Il Cantone di Loches è una divisione amministrativa dell'arrondissement di Loches.
A seguito della riforma approvata con decreto del 18 febbraio 2014, che ha avuto attuazione dopo le elezioni dipartimentali del 2015, è passato da 18 a 29 comuni.

## Composizione
I 18 comuni facenti parte prima della riforma del 2014 erano:
- Azay-sur-Indre
- Beaulieu-lès-Loches
- Bridoré
- Chambourg-sur-Indre
- Chanceaux-près-Loches
- Chédigny
- Dolus-le-Sec
- Ferrière-sur-Beaulieu
- Loches
- Perrusson
- Reignac-sur-Indre
- Saint-Bauld
- Saint-Hippolyte
- Saint-Jean-Saint-Germain
- Saint-Quentin-sur-Indrois
- Sennevières
- Tauxigny
- Verneuil-sur-Indre

Dal 2015 i comuni appartenenti al cantone sono i seguenti 29:
- Azay-sur-Indre
- Beaulieu-lès-Loches
- Beaumont-Village
- Bridoré
- Chambourg-sur-Indre
- Chanceaux-près-Loches
- Chédigny
- Chemillé-sur-Indrois
- Dolus-le-Sec
- Ferrière-sur-Beaulieu
- Genillé
- Le Liège
- Loché-sur-Indrois
- Loches
- Montrésor
- Nouans-les-Fontaines
- Orbigny
- Perrusson
- Reignac-sur-Indre
- Saint-Bauld
- Saint-Hippolyte
- Saint-Jean-Saint-Germain
- Saint-Quentin-sur-Indrois
- Saint-Senoch
- Sennevières
- Tauxigny
- Verneuil-sur-Indre
- Villedômain
- Villeloin-Coulangé